# Amelia Abascal Gómez
Amelia Abascal Gómez   (Madrid, 7 de gener de 1920 - Ciutat de Mèxic, 9 de setembre de 1987) va ser una pintora, escultora, muralista i ceramista espanyola nacionalitzada mexicana.

## Biografia
Abascal va néixer el 7 de gener de 1920 a Madrid, Espanya. El 1940, amb 20 anys, es va exiliar a Mèxic, on es nacionalitzaria. Encara que principalment fou una artista autodidacta, a Mèxic va fer classes de química que aplicaria a les seves arts plàstiques, pintura, ceràmica i disseny. Va ser una de les quatre artistes que van representar Mèxic el 1968 en una exposició de pintura llatinoamericana a l'Argentina, després de la qual va triomfar amb una exposició individual a la Galeria d'Art Misrachi a la Ciutat de Mèxic aquest mateix any.
El treball d'Abascal va consistir a tractar làmines de bronze i coure amb àcid per a crear una textura erosionada. Es va especialitzar en escultura en relleu, però també va realitzar murals. Les planxes de coure tractades amb àcid d'Abascal es van exhibir a la Galeria de Arte Mexicano de 1967 de la Ciutat de Mèxic, Mèxic, durant els mesos de gener i febrer. Un crític va descriure les planxes com a «vigor abstracte sobre planxes de coure».
A la Galeria d'Art Mexicà de 1967, al costat de les planxes de coure tractat amb àcid d'Abascal, es trobaven peces de Carlos Mérida, considerat com un dels primers artistes llatinoamericans a combinar estils europeus i llatinoamericans en la seva pintura.